# Richard Breutner
Richard Breutner (* 10. September 1979 in Johannesburg, Südafrika) ist ein deutscher Florettfechter und deutscher Meister.

## Leben
Breutner war von 2005 bis 2010 im B-Nationalkader des Deutschen Fechter-Bundes.
Seit 2008 ficht er für den OFC Bonn, vorher war er beim Königsbacher FC aktiv.

## Erfolge
Richard Breutner gewann 1998 die Juniorenweltmeisterschaften in Valencia mit der Florett-Mannschaft, 1999 in Keszthely ebenfalls mit der Mannschaft und zusätzlich noch Silber im Einzel. Bei den Olympischen Spielen 2000 in Sydney belegte er im Einzel nach einer 9:15-Niederlage im Viertelfinale gegen den Franzosen Jean-Noël Ferrari den siebten Rang. Im Mannschaftswettbewerb belegte er zusammen mit Ralf Bißdorf, Wolfgang Wienand und David Hausmann den sechsten Platz.
2002 errang er bei der Europameisterschaft in Moskau Bronze mit der Mannschaft, 2003 wurde es Bronze im Einzel, 2004 wurde er Europameister im Einzel. Mit der Florett-Mannschaft aus Peter Joppich, Benjamin Kleibrink und Dominik Behr wurde er Vizemeister bei den Weltmeisterschaften 2006 und 2008. Des Weiteren belegte er mehrere Finalplätze bei Weltcups und Deutschen Meisterschaften.